# (11872) 1989 WR
1989 دابليو أر (ويعرف أيضًا باسم (11872) 1989 دابليو أر وفق تسمية الكوكب الصغير) (بالإنجليزية: 1989 WR)‏ هو كويكب ضمن حزام الكويكبات؛ وترتيبه 11872 من حيث الاكتشاف.
اكتُشف هذا الجُرم الفلكي بواسطة هيروشي كانيدا في 20 نوفمبر 1989.

## وصلات خارجية
- (11872) 1989 WR في قاعدة بيانات مختبر الدفع النفاث لأجرام النظام الشمسي الصغيرة

- الاكتشاف · مخطط المدار ·  العناصر المدارية · المعلمات المادية

- (11872) 1989 WR على موقع ويكي سكاي: DSS2, SDSS, GALEX, IRAS, Hydrogen α, X-Ray, Astrophoto, Sky Map, Articles and images